# Baron Wallscourt

Familienwappen der Barone Wallscourt

Baron Wallscourt, of Ardfry in the County of Galway, war ein britischer erblicher Adelstitel in der Peerage of Ireland.

## Verleihung und Geschichte des Titels
Der Titel wurde am 31. Juli 1800 dem Abgeordneten im irischen Unterhaus Joseph Blake verliehen. Die Verleihung erfolgte mit dem besonderen Zusatz, dass er in Ermangelung eigener männlicher Nachkommen auch an männliche Nachkommen seines Vaters verliehen werden könne. Beim Tod des 1. Barons, der eine Tochter, aber keine Söhne hinterließ, lebte sein Vater noch, weshalb der Titel bis zu dessen Tod 1806 ruhte. 1806 wurde der Titel seinem Neffen, Joseph Blake, dem Sohn seines Bruders Ignatius Blake († 1797), als 2. Baron bestätigt. Als dieser 1816 kinderlos starb, folgte ihm sein Cousin, Joseph Blake, ein Sohn des jüngsten Bruders des 1. Barons, Henry Blake († 1811), als 3. Baron. Als dessen Enkel, der 5. Baron, am 27. April 1920 kinderlos starb, erlosch der Titel.

## Liste der Barone Wallscourt (1800)
- Joseph Blake, 1. Baron Wallscourt (1765–1803) (Titel ruht 1803)
- Joseph Blake, 2. Baron Wallscourt (1795–1816) (Titel bestätigt 1806)
- Joseph Blake, 3. Baron Wallscourt (1797–1849)
- Erroll Blake, 4. Baron Wallscourt (1841–1918)
- Charles Blake, 5. Baron Wallscourt (1875–1920)